# کولین استورجس
کولین استورجس (انگلیسی: Colin Sturgess؛ زادهٔ ۱۵ دسامبر ۱۹۶۸) دوچرخه‌سوار اهل بریتانیا است.
وی در مسابقات کشوری و بین‌المللی در مجموع برندهٔ ۱ مدال طلا، ۲ مدال نقره، ۱ مدال برنز شده‌است.